# Ernst-Jürgen Dreyer

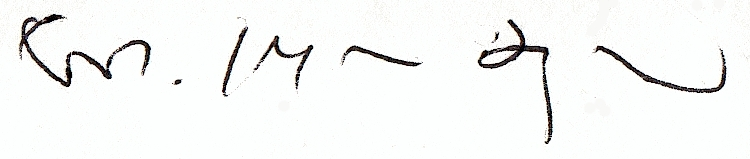
Autograph Ernst-Jürgen Dreyer

Ernst-Jürgen Dreyer (* 20. August 1934 in Oschatz; † 3. Dezember 2011 in Neuss) war ein deutscher Schriftsteller, Lyriker, Dramatiker, Übersetzer und Musikwissenschaftler.

## Leben
1942 Umzug nach Sichelberg (Sierpc). 1945 Flucht nach Ilmenau. 1952–1957 Studium der Musikwissenschaft, Philosophie und Kunstgeschichte in Weimar, Jena und Leipzig, 1958 Promotion, nach seiner Flucht aus der DDR ab 1959 in Frankfurt am Main, wo er in der Bibliothek der Musikhochschule tätig war. Ab 1961 bis 1972 zeitweise tätig für das Goethe-Institut, von 1973 bis 1978 für das Bildungszentrum Murnau. Von 1964 bis 2009 journalistisch tätig u. a. für die Frankfurter Allgemeine Zeitung, den Hessischen Rundfunk, den Bayerischen Rundfunk, den Westdeutschen Rundfunk und den Südwestrundfunk.
Erste literarische Veröffentlichungen 1959. 1981 beziehungsweise 1983 Geburt einer Tochter und eines Sohnes. 1987 Umzug nach Weilheim in Oberbayern, 1993 nach Kaarst, 2007 nach Neuss.
1959 erhielt er von Klaus Piper (dem Inhaber des gleichnamigen Verlags) den Auftrag, einen Roman über die deutsche Teilung zu schreiben. Über zehn Jahre arbeitete er an diesem Werk und vollendete 1974 Die Spaltung. Piper hatte die Veröffentlichungszusage für den Roman aufgrund der langen Zeit zurückgezogen und Dreyer gelang es nicht, einen neuen Verleger zu finden. So entschloss er sich 1979, „Die Spaltung“ auf eigene Faust zu veröffentlichen. 1980 bekam er dafür den Hermann-Hesse-Preis zuerkannt, der Roman wurde neu aufgelegt und erhielt teils hervorragende Kritiken. Auf lange Sicht hin jedoch blieb das Werk erfolglos, bis zur nächsten Auflage vergingen über 20 Jahre, erst 2001 nahm sich ein neuer Verlag des Romans an und veröffentlichte ihn wieder, neu gesetzt und mit einem ausführlichen Materialband versehen.
In der Zwischenzeit begann Dreyer ab 1980 gemeinsam mit seiner Ehefrau Geraldine Gabor die Arbeit an einer Übersetzung von Petrarcas Canzoniere, die bei ihrem Erscheinen ebenso hoch gelobt wurde wie die Übersetzungen von Guido Cavalcanti, Mihai Eminescu und Gabriele D’Annunzio, die das Ehepaar in der Folge anfertigte. Auch begann Dreyer mit dramatischen Werken und erhielt 1982 für sein dramatisches Erstlingswerk Die goldene Brücke den Preis der Frankfurter Autorenstiftung und wurde u. a. in München, Münster, Berlin und Innsbruck gespielt. Abgesehen von kleineren lyrischen Veröffentlichungen (zumeist Sonetten), seinen Übersetzungen und einem Hörspiel ist er seit Anfang der 90er Jahre literarisch nur noch wenig in Erscheinung getreten, stattdessen wandte er sich wieder der Musikwissenschaft zu. Dabei arbeitete er vor allem über die Komponisten Robert Gund, Leopold Schefer und Robert von Hornstein.

## Werke

### Prosa
- Die Spaltung. Roman. Siegburg 1979. Neuausgabe: Berlin 1980, ISBN 3-550-06462-4.
  - Die Spaltung. Roman und Materialband (Kommentare, Indices, Bilder) mit Audio-CD. Hrsg. Bettina Clausen. Frankfurt am Main 2001, ISBN 3-87877-771-X.
- Ein Fall von Liebeserschleichung. Erzählung. Frankfurt am Main 1980, ISBN 3-548-38511-7.

### Lyrik
- Hirnsfürze. Hamburg 1988, ISBN 3-88159-016-1.
- Gift & Gülle. Hamburg 1995, ISBN 3-88159-038-2.
- Schielfleisch. Hamburg 1995, ISBN 3-88159-039-0.
- Kotblech. Hamburg 1996, ISBN 3-88159-044-7.
- Bodenhaltung. Hamburg 2000, ISBN 3-88159-054-4.
- Gottvaters Glans. Vierzehn sonettistische Choralvariationen. Hamburg 2002, ISBN 3-88159-058-7.
- Verkaarstung und andere Sonette. Hamburg 2004, ISBN 3-88159-063-3.
- O zartes Blau des Nebels überm Stau / Müll / Ein Weltgedicht / Erster Teil / 120 Sonette und acht Ghaselen. Hamburg 2007, ISBN 978-3-88159-070-9.

### Dramen
- Die goldene Brücke. Frankfurt am Main 1986, ISBN 3-88661-066-7 (Uraufführung: Münchner Kammerspiele, 12. April 1985, Regie: Harald Clemen).
- Das Double. Frankfurt am Main 1987 (Uraufführung: Staatstheater Kassel, Kammertheater, 14. Mai 1987, Regie: Matthias Fontheim).
- Der eiserne Steg. Frankfurt am Main 1987.
- Die Nacht vor der Fahrt nach Bukarest. Frankfurt am Main 1988 (Uraufführung: Städtische Bühnen Münster, 8. Oktober 1988, Regie: Jürgen Kloth).
- Doppelter Boden. Frankfurt am Main 1990 (Uraufführung: Freie Bühne Wieden, Wien, 11. März 2015, Regie: Michaela Ehrenstein).
- Sprachkursul. Frankfurt am Main 1992.
- Im Separeé. ISBN 978-3-8353-4434-1, 2020, S. 367–430

### Hörspiele
- Schielfleisch. Palindromisches Hörspiel. Deutschlandradio, 14. April 1994.

### Übersetzungen
- mit Geraldine Gabor: Francesco Petrarca: Canzoniere. Basel, Frankfurt am Main 1989, ISBN 3-87877-329-3.
- Guido Cavalcanti: Le Rime – Die Gedichte. Mainz 1991, ISBN 3-87162-009-2.
- mit Geraldine Gabor: Mihai Eminescu: Der Abendstern – Gedichte. Mainz 2000, ISBN 3-87162-048-3.
- mit Geraldine Gabor: Gabriele d’Annunzio: Hortus larvarum. Hamburg 2009, ISBN 978-3-88159-072-3.
- mit Geraldine Gabor: Gabriele d’Annunzio: Alcyone. Berlin 2013, ISBN 978-3-941184-16-9.

### Musikwissenschaft
- Versuch, eine Morphologie der Musik zu begründen, mit einer Einleitung über Goethes Tonlehre. Bonn 1976, ISBN 3-416-01305-0.
- Entwurf einer zusammenhängenden Harmonielehre. Bonn 1977, ISBN 3-416-01401-4.
- Goethes Ton-Wissenschaft. Frankfurt am Main, Berlin, Wien 1985, ISBN 3-548-35217-0.
- Robert Gund, 1865-1927. Ein vergessener Meister des Liedes. Bonn 1988, ISBN 3-416-02023-5.
- Zwei Briefe Richard Wagners an den Komponisten Robert von Hornstein im E. W. Bonsels-Verlag. Mit einer Monographie über Robert von Hornstein und einem Anhang über Robert Gund. Harrassowitz, Wiesbaden 2000, ISBN 3-447-04294-X (= Ambacher Schriften. 10).
- mit Bernd-Ingo Friedrich: „Mit Begeisterung und nicht für Geld geschrieben“. Das musikalische Werk des Dichters Leopold Schefer. Oettel, Görlitz, Zittau 2006, ISBN 3-938583-06-1.